# Proniatyn
Proniatyn – dawna wieś, od 1985 w granicach miasta Tarnopola, w jego północno-zachodniej części nad rzeką Seret.